# Аранса Салут
Аранса Салут (ісп. Aranza Salut; нар. 12 липня 1991) — колишня аргентинська тенісистка.
Найвищу одиночну позицію світового рейтингу — 306 місце досягла 9 серпня 2010, парну — 288 місце — 21 травня 2012 року.
Здобула 5 одиночних та 7 парних титулів туру ITF.

## Фінали ITF
| Турніри $100,000 |
| Турніри $75,000  |
| Турніри $50,000  |
| Турніри $25,000  |
| Турніри $10,000  |

### Одиночний розряд: 12 (5–7)
| Результат | Ранг | Дата              | Турнір                         | Покриття | Суперниця                     | Рахунок            |
| --------- | ---- | ----------------- | ------------------------------ | -------- | ----------------------------- | ------------------ |
| Перемога  | 1.   | 19 квітня 2008    | ITF Вілья-Альєнде, Аргентина   | Ґрунт    | Наталія Россі                 | 6–2, 6–4           |
| Поразка   | 2.   | 3 травня 2008     | ITF Бель-Вільє, Аргентина      | Ґрунт    | Каталін Мароші                | 2–6, 2–6           |
| Перемога  | 3.   | 28 вересня 2008   | ITF Серра-Негра, Бразилія      | Ґрунт    | Б'янка Ботто                  | 6–4, 6–4           |
| Перемога  | 4.   | 12 жовтня 2008    | ITF Можі-дас-Крузіс, Бразилія  | Ґрунт    | Фернанда Ерменежилду          | 7–6(7–3), 6–1      |
| Поразка   | 5.   | 23 листопада 2008 | ITF Монтевідео, Уругвай        | Ґрунт    | Естафанія Грасіун             | 4–6, 6–3, 2–6      |
| Поразка   | 6.   | 29 березня 2009   | ITF Метепек, Мексика           | Тверде   | Марія Ірігоєн                 | 6–7(6–8), 1–6      |
| Поразка   | 7.   | 24 травня 2009    | ITF Сантус, Бразилія           | Ґрунт    | Монік Адамчак                 | 2–6, 1–6           |
| Перемога  | 8.   | 1 серпня 2010     | ITF Кампус-ду-Жордау, Бразилія | Тверде   | Марія Фернанда Альварес Теран | 2–6, 7–5, 6–3      |
| Поразка   | 9.   | 9 травня 2011     | ITF Itaparica Island, Бразилія | Тверде   | Андреа Бенітес                | 2–6, 3–6           |
| Поразка   | 10.  | 13 червня 2011    | ITF Санта-Фе, Аргентина        | Ґрунт    | Ванеса Фурланетто             | 5–7, 3–6           |
| Поразка   | 11.  | 5 липня 2011      | ITF Вальядолід, Іспанія        | Тверде   | Вікторія Ларр'єр              | 2–6, 6–7(6–8)      |
| Перемога  | 12.  | 6 серпня 2012     | ITF Арекіпа, Перу              | Тверде   | Лусіана Сарменті              | 7–6(9–7), 4–6, 6–1 |

### Парний розряд: 26 (7–19)
| Результат | Ранг | Дата              | Турнір                              | Покриття | Партнерка                     | Суперниці                                   | Рахунок                |
| --------- | ---- | ----------------- | ----------------------------------- | -------- | ----------------------------- | ------------------------------------------- | ---------------------- |
| Перемога  | 1.   | 18 квітня 2008    | ITF Вілья-Альєнде, Аргентина        | Ґрунт    | Клаудія Рассето               | Marcela Guimarães Bueno Лусіана Сарменті    | 6–4, 7–5               |
| Поразка   | 2.   | 23 серпня 2008    | ITF Бель-Вільє, Аргентина           | Ґрунт    | Ванеса Фурланетто             | Карла Бельтрамі Татьяна Буа                 | w/o                    |
| Перемога  | 3.   | 4 жовтня 2008     | ITF Куритиба, Бразилія              | Ґрунт    | Карен Кастібланко             | Жизеле Міро Ізабела Міро                    | 1–6, 6–2, [10–8]       |
| Перемога  | 4.   | 12 жовтня 2008    | ITF Можі-дас-Крузіс, Бразилія       | Ґрунт    | Карен Кастібланко             | Монік Албукерке Паула Крістіна Гонсалвеш    | 6–3, 6–1               |
| Поразка   | 5.   | 15 серпня 2009    | ITF Буенос-Айрес, Аргентина         | Ґрунт    | Карла Бельтрамі               | Лусіана Сарменті Емілія Йоріо               | 3–6, 3–6               |
| Поразка   | 6.   | 7 листопада 2009  | ITF Buenos Aires                    | Ґрунт    | Ана Клара Дуарте              | Лусіана Сарменті Емілія Йоріо               | 2–6, 2–6               |
| Поразка   | 6.   | 4 вересня 2010    | ITF Санта-Фе, Аргентина             | Ґрунт    | Татьяна Буа                   | Карен Кастібланко Каміла Сільва             | 6–4, 3–6, [6–10]       |
| Поразка   | 7    | 22 листопада 2010 | ITF Баруері, Бразилія               | Ґрунт    | Марія Фернанда Альварес Теран | Фернанда Фарія Паула Крістіна Гонсалвеш     | 5–7, 6–4, 5–7          |
| Поразка   | 8.   | 18 квітня 2011    | ITF Кордова, Аргентина              | Ґрунт    | Софія Луїні                   | Вероніка Сепеде Ройг Лусіана Сарменті       | 2–6, 0–6               |
| Перемога  | 9.   | 27 травня 2011    | ITF Ітапарика, Бразилія             | Ґрунт    | Монік Албукерке               | Роксане Вайзенберг Вівіан Сегніні           | 6–3, 4–6, [11–9]       |
| Поразка   | 10.  | 5 липня 2011      | ITF Вальядолід, Іспанія             | Тверде   | Ванеса Фурланетто             | Вікторія Ларр'єр Малу Ейдесгаард            | 0–6, 3–6               |
| Поразка   | 11.  | 25 липня 2011     | ITF Віго, Іспанія                   | Тверде   | Ванеса Фурланетто             | Юстіна Озга Клаудія Джовіне                 | 1–6, 3–6               |
| Поразка   | 12.  | 3 жовтня 2011     | ITF Мадрид, Іспанія                 | Тверде   | Ванеса Фурланетто             | Кім Грайдек Юстина Єгйолка                  | 3–6, 3–6               |
| Перемога  | 13.  | 9 квітня 2012     | ITF Вілья дель Діке, Аргентина      | Ґрунт    | Ванеса Фурланетто             | Марія Фернанда Альварес Теран Орнелья Карон | w/o                    |
| Поразка   | 14.  | 23 липня 2012     | ITF Sao Jose Do Rio Preto, Бразилія | Ґрунт    | Кароліна Себальйос            | Майлен Ору Марія Ірігоєн                    | 1–6, 6–7(1–7)          |
| Поразка   | 15.  | 30 липня 2012     | ITF Сан-Паулу, Бразилія             | Тверде   | Кароліна Себальйос            | Паула Крістіна Гонсалвеш Роксане Вайзенберг | 2–6, 2–6               |
| Перемога  | 16.  | 18 серпня 2012    | ITF Трухільйо, Перу                 | Ґрунт    | Ана Софія Санчес              | Патрісія Ку Флорес Катеріне Міранда Чанґ    | 3–6, 6–1, [11–9]       |
| Поразка   | 17.  | 25 серпня 2012    | ITF Ліма, Перу                      | Ґрунт    | Ана Софія Санчес              | Едуарда Піай Каріна Вендітті                | 4–6, 6–3, [8–10]       |
| Поразка   | 18.  | 8 вересня 2012    | ITF Buenos Aires                    | Ґрунт    | Ана Софія Санчес              | Андреа Бенітес Каміла Сільва                | 3–6, 0–6               |
| Перемога  | 19.  | 15 жовтня 2012    | ITF Сантьяго, Чилі                  | Ґрунт    | Кароліна Себальйос            | Даніела Сегель Сесілія Коста Мольгар        | 4–6, 6–4, [10–8]       |
| Поразка   | 20.  | 22 жовтня 2012    | ITF Santiago                        | Ґрунт    | Орнелья Карон                 | Даніела Сегель Сесілія Коста Мольгар        | 3–6, 4–6               |
| Поразка   | 21.  | 29 квітня 2013    | ITF Villa Allende                   | Ґрунт    | Вікторія Босіо                | Сара Хіменес Монтсеррат Гонсалес            | 4–6, 0–6               |
| Поразка   | 22.  | 6 травня 2013     | ITF Villa María, Аргентина          | Ґрунт    | Вікторія Босіо                | Ана Софія Санчес Каміла Сільва              | 1–6, 2–6               |
| Поразка   | 23.  | 2 червня 2013     | ITF Кантаньєде, Португалія          | Килим    | Кароліна Себальйос            | Агата Бараньська Зузанна Мацєєвська         | 7–6(7–4), 4–6, [10–12] |
| Поразка   | 24.  | 8 червня 2013     | ITF Амаранте, Португалія            | Тверде   | Кароліна Себальйос            | Тесс Суньйо Ріта Віласа                     | 5–7, 5–7               |
| Поразка   | 25.  | 17 березня 2014   | ITF Ліма, Перу                      | Ґрунт    | Софія Луїні                   | Тамара Чурович Яна Сізікова                 | 4–6, 5–7               |
| Поразка   | 26.  | 24 березня 2014   | ITF Lima                            | Ґрунт    | Софія Луїні                   | Тамара Чурович Яна Сізікова                 | 2–6, 6–7(2–7)          |